# ألفريدو باكويريزو
ألفريدو باكويريزو (بالإسبانية: Alfredo Baquerizo) (و. 1859 – 1951 م)هو سياسي من الإكوادور . ولد في غواياكيل . تولى منصب رئيس الإكوادور (1 سبتمبر 1916–31 أغسطس 1920) .
توفي في مدينة نيويورك .